# 루이스 소칼렉시스

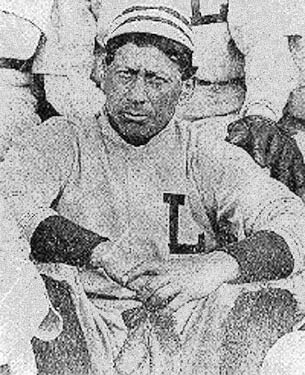
클리블랜드 인디언스 시절의 루이스 소칼렉시스

루이스 소칼렉시스(Louis Sockalexis, 1871년 ~ 1913년)는 클리블랜드 인디언스에서 활동한 최초의 아메리카 원주민 출신 야구선수이다.